# Tolla (Kaiu)
Tolla – wieś w Estonii, w prowincji Rapla, w gminie Kaiu.